# ويليام بلفور
ويليام بلفور هو سياسي كندي، ولد في 2 أغسطس 1851 في المملكة المتحدة، وتوفي في 19 أغسطس 1896 في تورونتو في كندا بسبب سل. حزبياً، نشط في الحزب الليبرالي في أونتاريو ‏. وقد انتخب عضو برلمان مقاطعة أونتاريو.